# 感军文昌塔
感军文昌塔，位于山西省临汾市翼城县里砦镇感军村东南土岗上，是一座圆形实心砖塔，建于清代，高8米，直径1.2米，三级密檐式，每级设佛龛。基座方形石砌。 
1987年8月20日，感军文昌塔公布为翼城县文物保护单位。